# Johann Gottfried Rhese
Johann Gottfried Rhese (* 5. Oktober 1665 in Goslar; † 17. Oktober 1731 ebenda) war ein deutscher evangelischer Pfarrer, der durch sein 1705 in Goslar erschienenes bergmännisches Gebet-Buch im deutschsprachigen Raum Bekanntheit erlangte.

## Leben

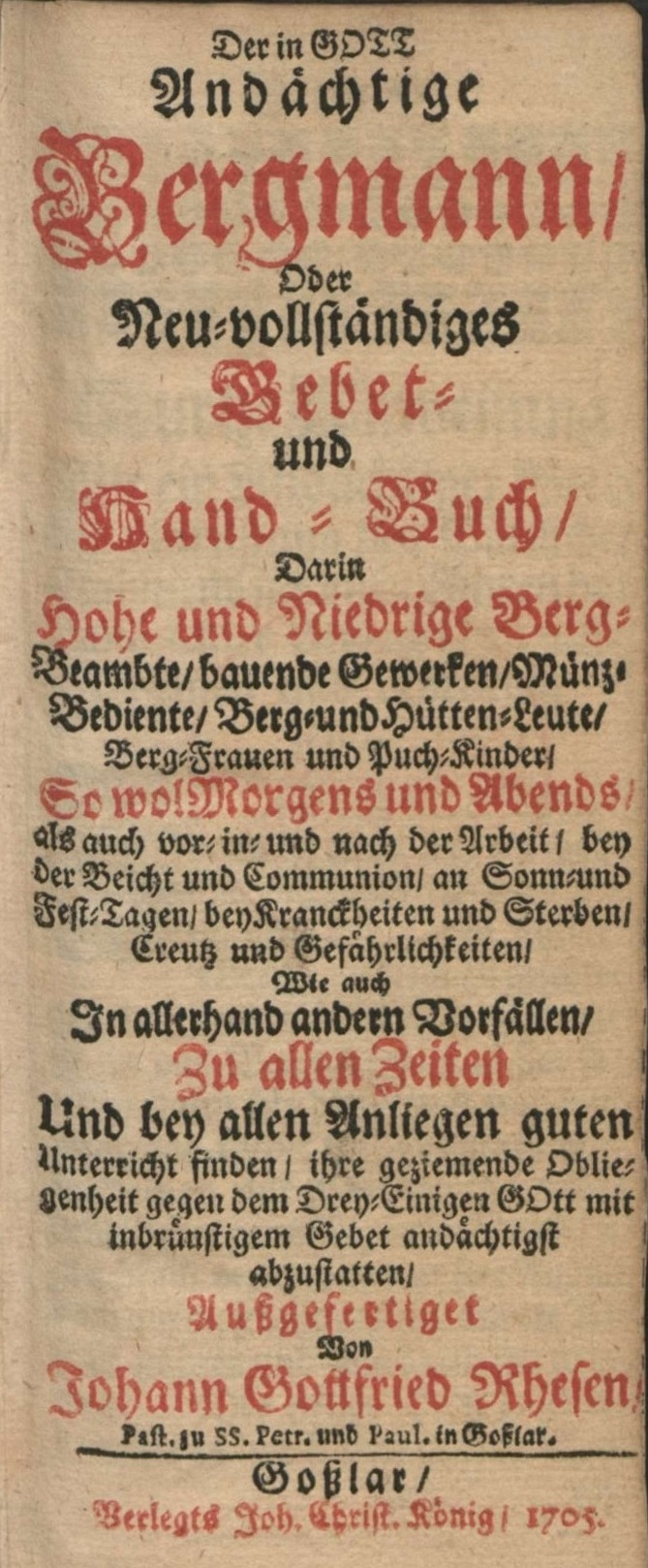
Der in Gott andächtige Bergmann, Goslar 1705, Titelseite

Rhese wurde 1665 in der freien Reichsstadt Goslar als Sohn des dortigen Konrektors, dann seit 1675 Pfarrers der Marktkirche, Heinrich Reese (1631–1699), und seiner Frau Anna Dorothea Trautmann, einer Pastorentochter aus Osterode, geboren. Er wurde 1699 Pfarrer an der dortigen Frankenberger Kirche (St. Peter und Paul) und blieb in diesem Amt 33 Jahre bis zu seinem Tod 1731. Am 17. Januar 1702 heiratete er Anna Margaretha Büttner, Tochter des Syndikus und Abteirates Anastasius Büttner (Sohn des Michael Büttner) in Goslar. 1713 erfolgte seine Ernennung zum Senior (Leiter) des geistlichen Ministeriums in Goslar.

## Veröffentlichungen
- Der in GOTT Andächtige Bergmann / Oder Neu-vollständiges Gebet- und Hand-Buch / Darin Hohe und Niedrige Berg-Beambte / bauende Gewerken / Münz-Bediente / Berg- und Hütten-Leute / Berg-Frauen und Puch-Kinder[1] / So wol Morgens und Abends / als auch vor- in- und nach der Arbeit / bey der Beicht und Communion / an Sonn- und Fest-Tagen / bey Kranckheiten und Sterben / Creutz und Gefährlichkeiten / Wie auch In allerhand andern Vorfällen / Zu allen Zeiten Und bey allen Anliegen guten Unterricht finden / ihre geziemende Obliegenheit gegen dem Drey-Einigen GOtt mit inbrünstigem Gebet andächtigst abzustatten. Goslar 1705 (online)